# Boischampré
Boischampré est une commune française située dans le département de l'Orne en région Normandie, peuplée de 1 173 habitants. Elle est créée le 1er janvier 2015 par la fusion de quatre communes, sous le régime juridique des communes nouvelles. Les communes de Marcei, Saint-Christophe-le-Jajolet, Saint-Loyer-des-Champs et Vrigny deviennent des communes déléguées.

## Géographie
| Fleuré                    | Sarceaux, Argentan      | Juvigny-sur-Orne, Aunou-le-Faucon |
| Fleuré                    | Boischampré             | Boissei-la-Lande, Médavy          |
| Francheville, La Bellière | La Bellière, Montmerrei | Mortrée                           |

### Hydrographie
La commune est située dans le bassin Seine-Normandie. Elle est drainée par l'Orne, la Baize, le ruisseau de Bel Usse, un bras de la Baize, le cours d'eau 02 du Bout-du-Bas, le fossé 01 de l'Étang des Roses, le fossé 01 des Quartiers, le fossé 01 du But, le fossé 01 du Pont Pillou, le fossé 03 du Hamel, le fossé 04 de la Forge, le ruisseau des Etangs, le ruisseau des Marais de Fleuriel, le ruisseau du Calvaire, le ruisseau du Rogneux, l'Orne et divers autres petits cours d'eau.
L'Orne, d'une longueur de 170 km, prend sa source dans la commune d'Aunou-sur-Orne et se jette  dans l'embouchure de l'Orne à Merville-Franceville-Plage, après avoir traversé 60 communes. 
La Baize, un canal, chenal et cours d'eau naturel non navigable d'une longueur de 15 km, prend sa source dans la commune  et se jette  dans l'Orne en rive gauche à Écouché-les-Vallées, après avoir traversé quatre communes. 
Trois plans d'eau complètent le réseau hydrographique : l'étang de Vrigny (29,02 ha), l'étang des Rosses (3,48 ha) et l'étang du Moncel (1,71 ha),.

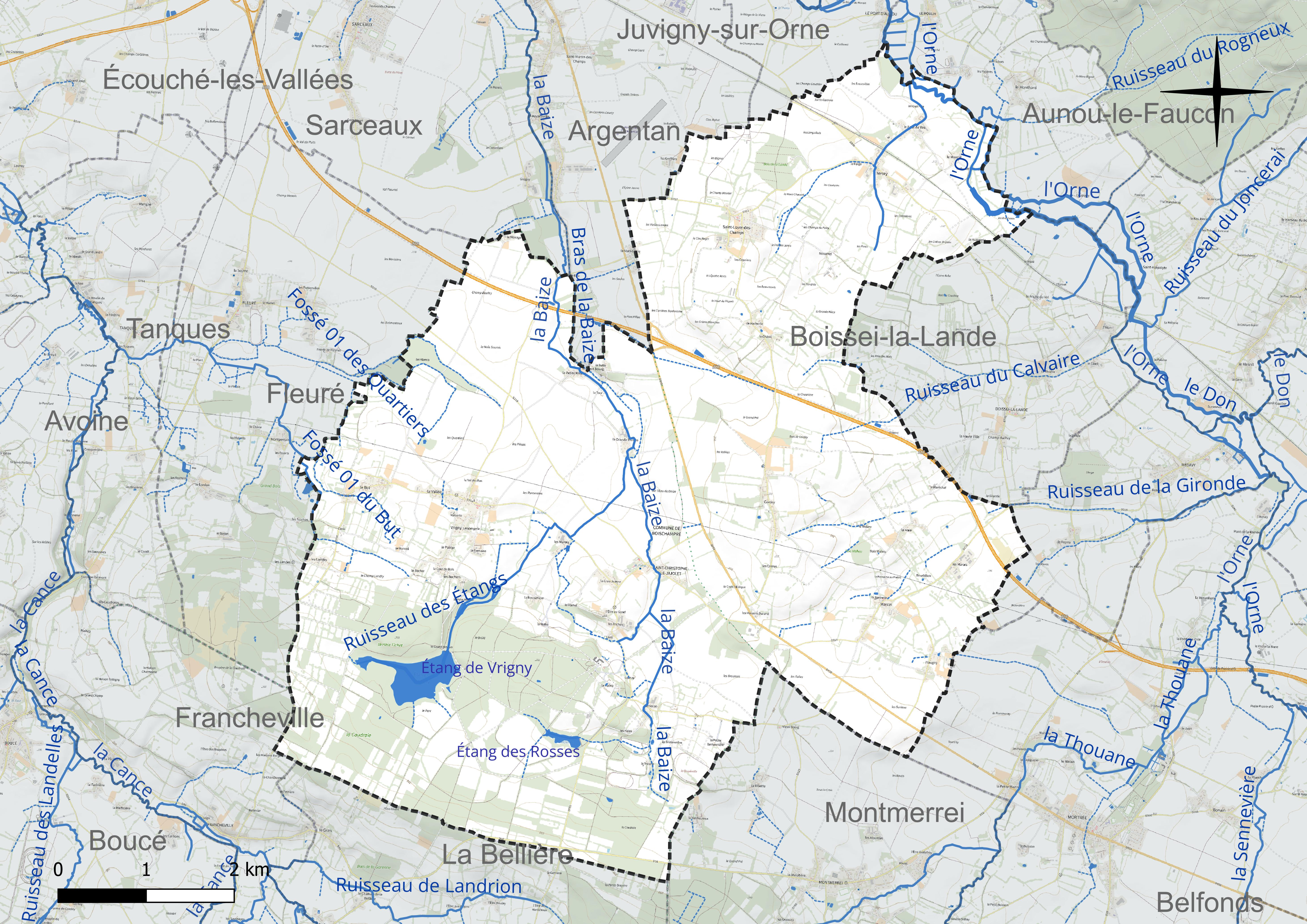
Réseau hydrographique de Boischampré.

### Climat
Pour des articles plus généraux, voir Climat de la Normandie et Climat de l'Orne.
En 2010, le climat de la commune est de type climat océanique dégradé des plaines du Centre et du Nord, selon une étude du CNRS s'appuyant sur une série de données couvrant la période 1971-2000. En 2020, Météo-France publie une typologie des climats de la France métropolitaine dans laquelle la commune est dans une zone de transition entre le climat océanique et le climat océanique altéré et est dans la région climatique Normandie (Cotentin, Orne), caractérisée par une pluviométrie relativement élevée (850 mm/a) et un été frais (15,5 °C) et venté. Parallèlement le GIEC normand, un groupe régional d’experts sur le climat, différencie quant à lui, dans une étude de 2020, trois grands types de climats pour la région Normandie, nuancés à une échelle plus fine par les facteurs géographiques locaux. La commune est, selon ce zonage, exposée à un « climat des plateaux abrités », se caractérisant par une pluviométrie et des contraintes thermiques modérées mais aussi, par effet de continentalité, des températures plus contrastées qu'au nord dans la plaine de Caen, avec communément 10 à 15 jours par an de plus de froid en hiver et de chaleur en été.
Pour la période 1971-2000, la température annuelle moyenne est de 10,3 °C, avec une amplitude thermique annuelle de 13,6 °C. Le cumul annuel moyen de précipitations est de 735 mm, avec 12 jours de précipitations en janvier et 7,5 jours en juillet. Pour la période 1991-2020, la température moyenne annuelle observée sur la station météorologique la plus proche, située sur la commune d'Argentan à 9 km à vol d'oiseau, est de 11,1 °C et le cumul annuel moyen de précipitations est de 691,9 mm,. Pour l'avenir, les paramètres climatiques de la commune estimés pour 2050 selon différents scénarios d’émission de gaz à effet de serre sont consultables sur un site dédié publié par Météo-France en novembre 2022.

## Urbanisme

### Typologie
Au 1er janvier 2024, Boischampré est catégorisée commune rurale à habitat dispersé, selon la nouvelle grille communale de densité à sept niveaux définie par l'Insee en 2022.
Elle est située hors unité urbaine. Par ailleurs la commune fait partie de l'aire d'attraction d'Argentan, dont elle est une commune de la couronne,. Cette aire, qui regroupe 50 communes, est catégorisée dans les aires de moins de 50 000 habitants,.

### Occupation des sols
L'occupation des sols de la commune, telle qu'elle ressort de la base de données européenne d’occupation biophysique des sols Corine Land Cover (CLC), est marquée par l'importance des territoires agricoles (85 % en 2018), en diminution par rapport à 1990 (85,9 %). La répartition détaillée en 2018 est la suivante : 
terres arables (50,3 %), prairies (29,2 %), forêts (12,9 %), zones agricoles hétérogènes (5,5 %), zones urbanisées (1,4 %), eaux continentales (0,8 %). L'évolution de l’occupation des sols de la commune et de ses infrastructures peut être observée sur les différentes représentations cartographiques du territoire : la carte de Cassini (XVIIIe siècle), la carte d'état-major (1820-1866) et les cartes ou photos aériennes de l'IGN pour la période actuelle (1950 à aujourd'hui).

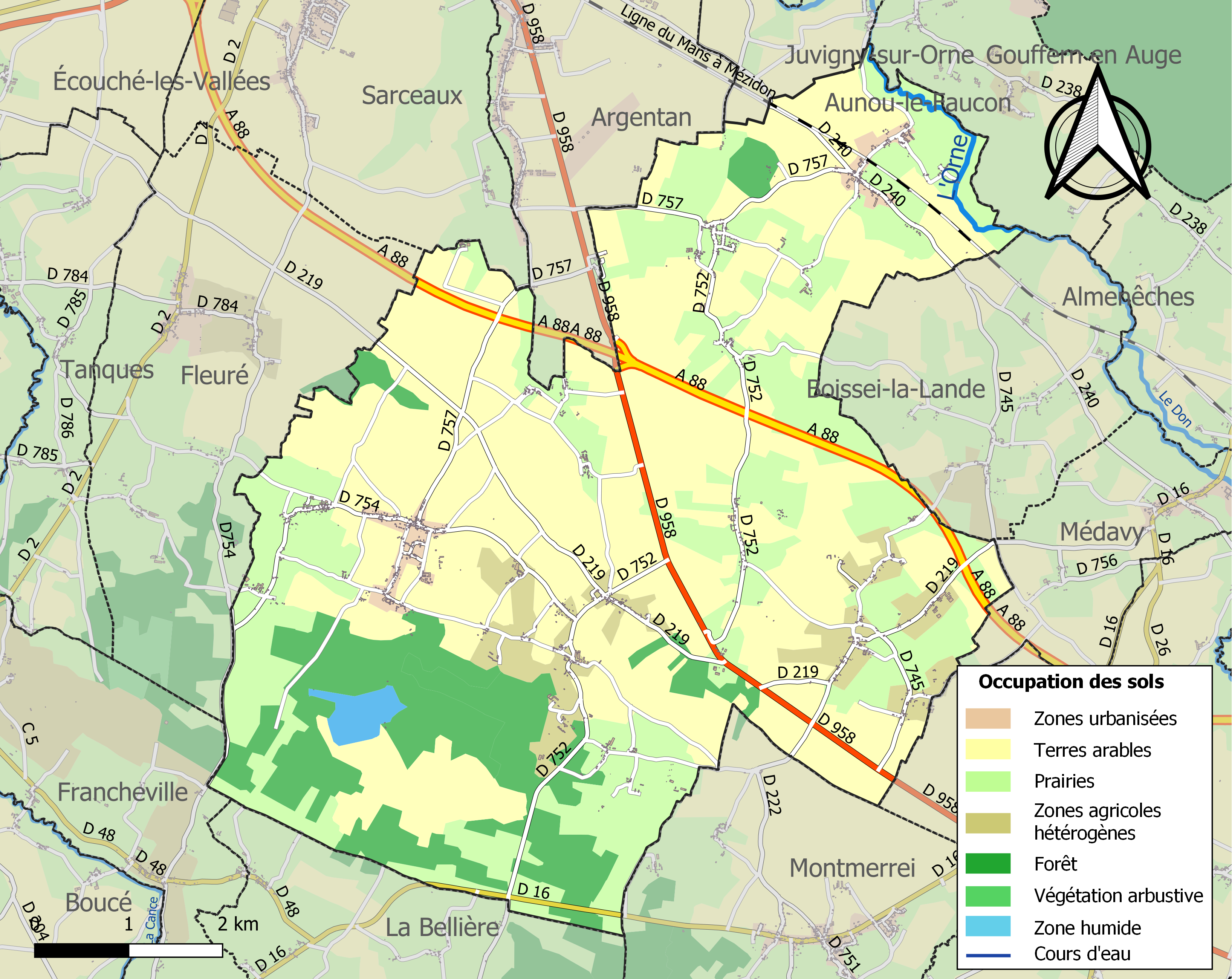
Carte des infrastructures et de l'occupation des sols de la commune en 2018 (CLC).

## Toponymie
Le nom est créé d'après le paysage du territoire — bois-champs-prés — et afin d'éviter que l'un des noms des quatre communes déléguées ne prédomine.

## Histoire
La commune est créée le 1er janvier 2015 par un arrêté préfectoral du 23 décembre 2014, par la fusion de quatre communes, sous le régime juridique des communes nouvelles instauré par la loi no 2010-1563 du 16 décembre 2010 de réforme des collectivités territoriales. Les communes de Marcei, Saint-Christophe-le-Jajolet, Saint-Loyer-des-Champs et Vrigny deviennent des communes déléguées et Saint-Christophe-le-Jajolet est le chef-lieu de la commune nouvelle.

## Politique et administration
| Période      | Période                      | Identité     | Étiquette | Qualité                                                         |
| ------------ | ---------------------------- | ------------ | --------- | --------------------------------------------------------------- |
| janvier 2015 | En cours (au 1er avril 2016) | Michel Lerat | SE        | Cadre territorial, maire sortant de Saint-Christophe-le-Jajolet |

Jusqu'en 2020, le conseil municipal est composé de quarante-quatre membres issus des conseils municipaux des quatre communes déléguées (onze pour chacune), dont le maire et cinq adjoints.
| Nom                                 | Code Insee | Intercommunalité             | Superficie (km2) | Population (dernière pop. légale) | Densité (hab./km2) |
| ----------------------------------- | ---------- | ---------------------------- | ---------------- | --------------------------------- | ------------------ |
| Saint-Christophe-le-Jajolet (siège) | 61375      | CC Terres d'Argentan Interco | 12,07            | 238 (2021)                        | 20                 |
| Marcei                              | 61249      | CC du Pays d'Argentan        | 10,59            | 205 (2021)                        | 19                 |
| Saint-Loyer-des-Champs              | 61417      | CC du Pays d'Argentan        | 10,29            | 367 (2021)                        | 36                 |
| Vrigny                              | 61511      | CC du Pays de Mortrée        | 13,45            | 371 (2021)                        | 28                 |

## Démographie
L'évolution du nombre d'habitants est connue à travers les recensements de la population effectués dans la commune depuis sa création.

En 2022, la commune comptait 1 173 habitants, en évolution de −2,9 % par rapport à 2016 (Orne : −3,21 %, France hors Mayotte : +2,11 %).
| 2013  | 2014  | 2019  | 2022  |
| ----- | ----- | ----- | ----- |
| 1 202 | 1 198 | 1 190 | 1 173 |

## Lieux et monuments

### Églises
- Église Saint-Ouen de Marcei.
- Église Saint-Christophe, du XIXe siècle, abritant un tableau (Mise au tombeau) du XVIIe siècle classé à titre d'objet aux Monuments historiques[36].
- Église de Saint-Loyer-des-Champs, en partie des XIVe et XVIe siècles. Elle abrite un maitre-autel et un autel latéral du XVIIIe siècle et le tombeau de saint Loyer du XIIIe siècle classés à titre d'objets aux Monuments historiques[37].
- Église Saint-Martin de Vrigny.

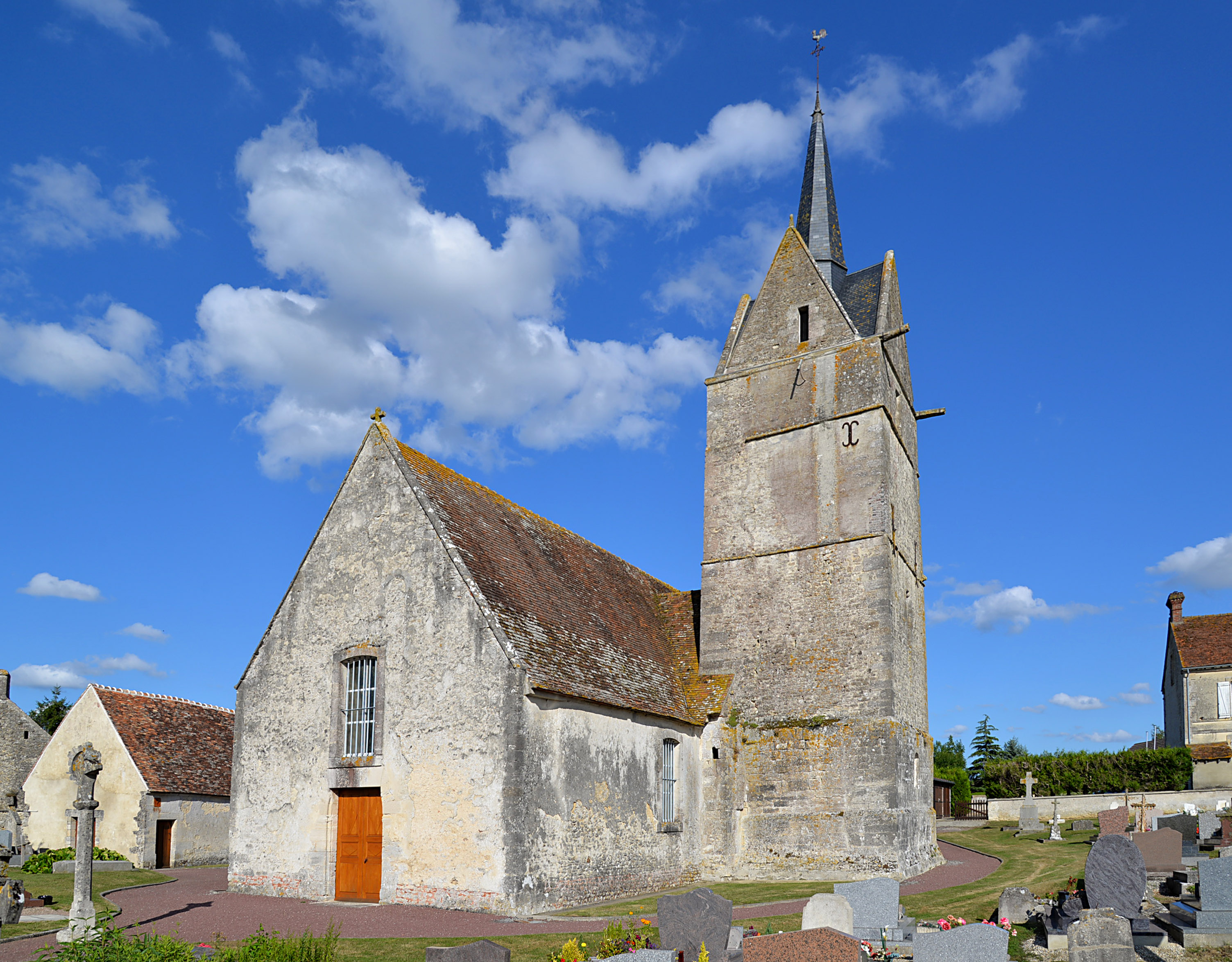
L’église Saint-Loyer de Saint-Loyer-des-Champs.
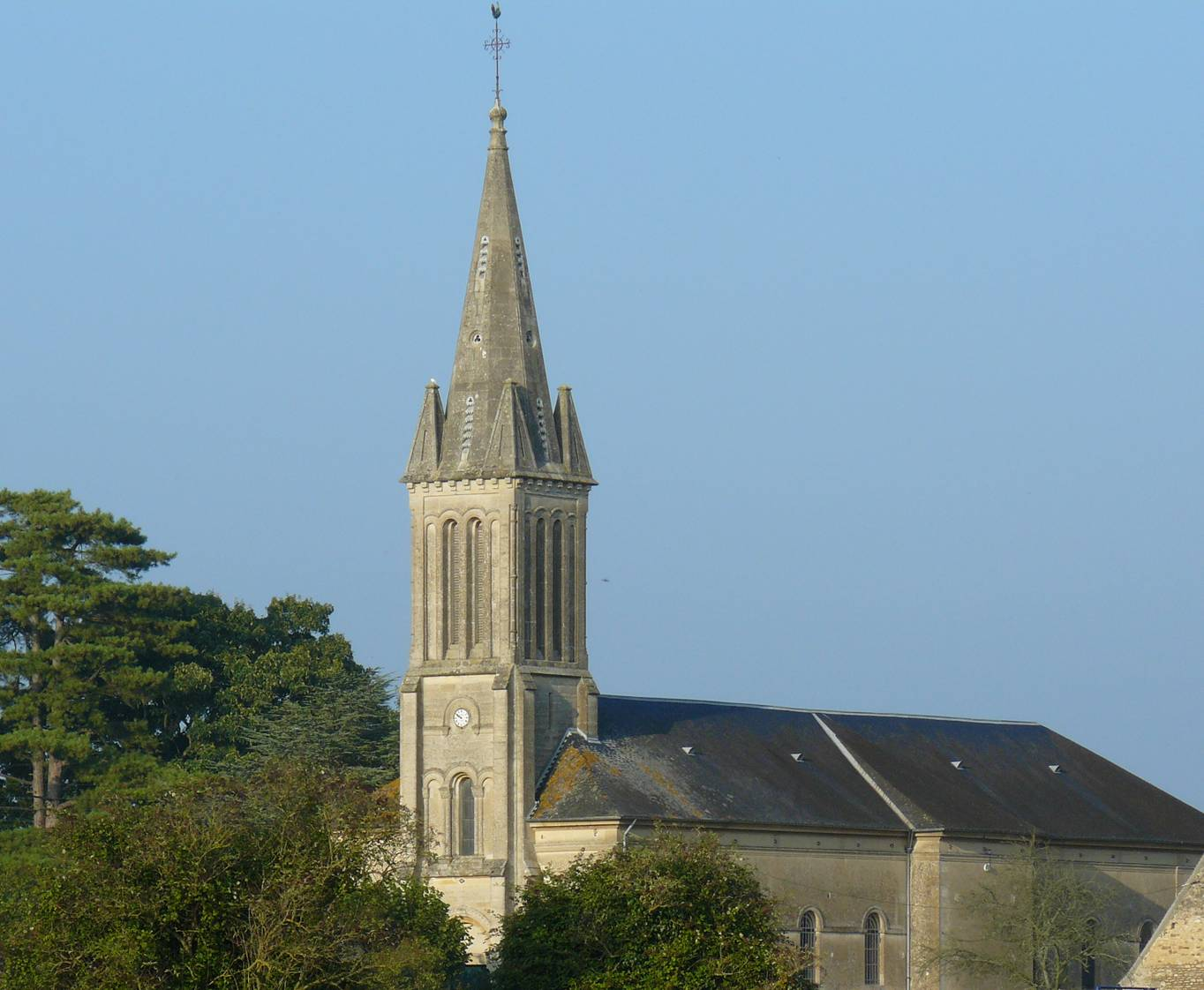
L'église Saint-Martin de Vrigny.

### Édifices classés ou inscrits au titre des monuments historiques
- Château de Sassy (XVIIIe siècle) et son parc, classés au titre des monuments historiques[38], ainsi que la chapelle.
- Manoir de la Baronnie (XVe siècle), inscrit[39].
- Moulin de Tercey, inscrit[40].

### Autres monuments
- Château du Vieux-Bourg, site classé[41].
- Moulin du Vieux-Bourg.
- Château de Tercey, du XVIIIe siècle.

## Pour approfondir